# Szöghárfa

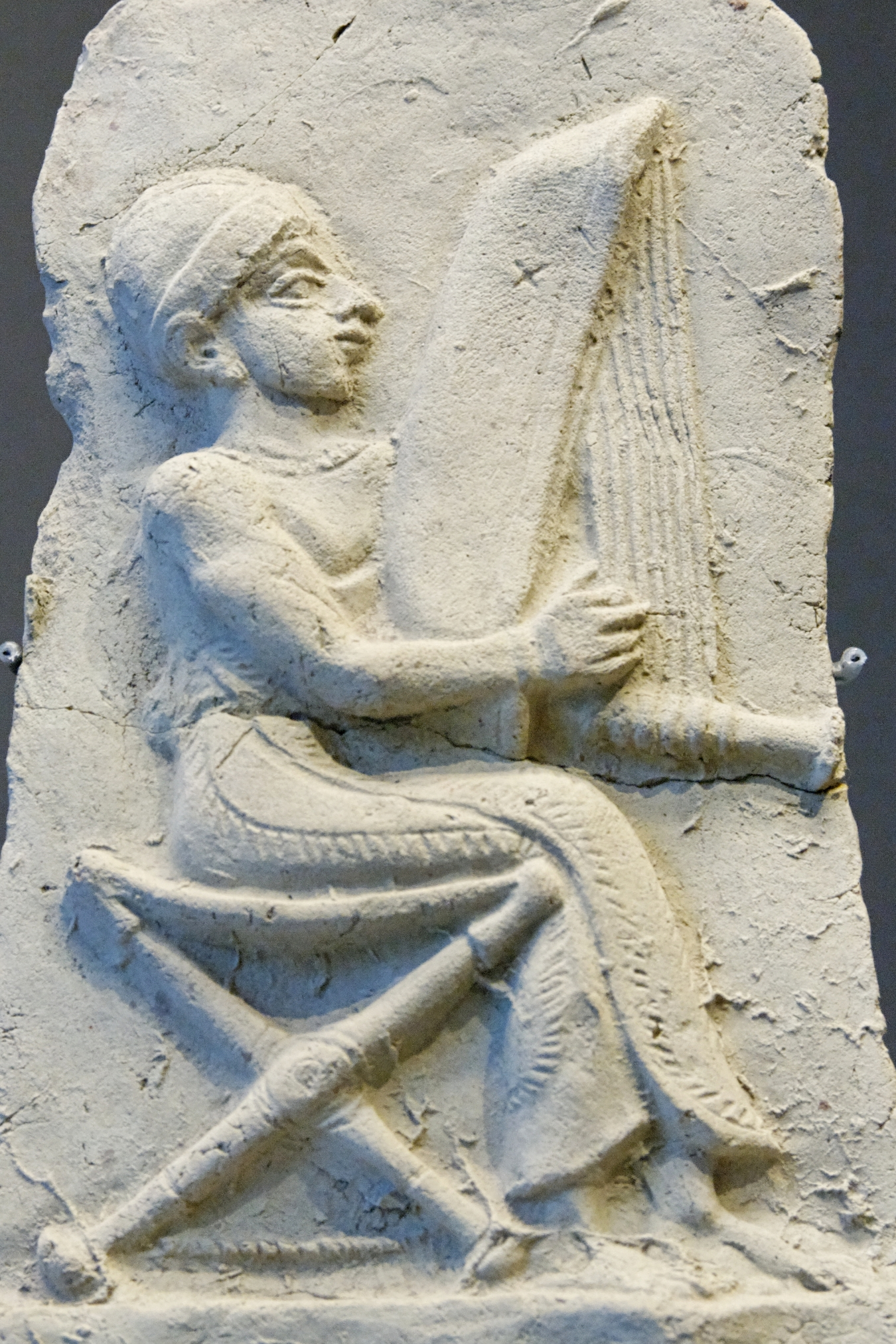
Függőleges szöghárfa, Esnunna, Kr. e. 2. évezred

A szöghárfa a hárfa egy formaváltozata, melynek jellemzője, hogy az ívhárfától eltérően nyaka a testébe merőlegesen vagy hegyes szögben van becsapolva. Az első szöghárfák Kr. e. 1900 körül jelentek meg Mezopotámiában, az ókori Keleten terjedtek el, majd Ázsia sztenderd hárfatípusaként csaknem változatlan formában a 17. századig léteztek. Függőleges és vízszintes tartásban használt változatai is ismertek, a függőlegesnek több húrja van és ujjakkal pengetik, a vízszintest az ókori ábrázolásokon pengetővel vagy verőpálcával szólaltatják meg.

## Leírása

### Besorolása
A hárfa összetett kordofon hangszer, vagyis azok közé a húros hangszerek közé tartozik, melyeknek egymástól megkülönböztethető húrhordozó nyaka illetve a húrok rezgését átvevő, azt hangként kisugárzó teste van, húrjai nyaka és teste között feszülnek. A hárfa meghatározó sajátossága, hogy húrjainak síkja – eltérően pl. a lantféléktől – merőleges a hangszertest hangsugárzó felületére, rezonánsára. Ha a testet és a nyakat oszlop köti össze, akkor kerethárfa, máskülönben nyitott hárfa.

A szöghárfa változatai
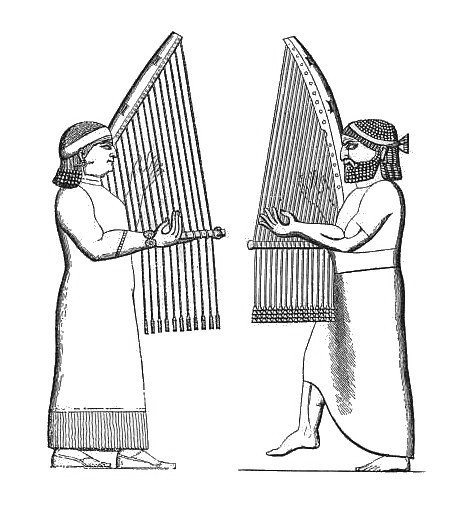
Asszír függőleges szöghárfák
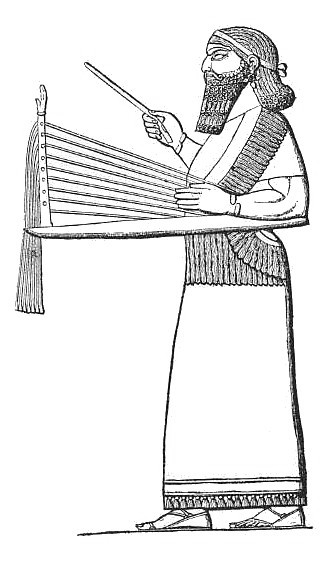
Asszír vízszintes szöghárfa

A szöghárfa a nyitott hárfák egyik formaváltozata az ívhárfa mellett. Az ívhárfa nyaka a testének mintegy meghosszabbítása, vele egybefüggő ívet képez; ezzel szemben a szöghárfa egyenes nyaka merőlegesen vagy hegyes szögben illeszkedik a testhez.

### Felépítése
A szöghárfa teste fából kifaragott hosszúkás, vályúszerű alakzat, melynek nyílását vékony bőr vagy fa rezonáns fedi be. Ennek középvonalában egy vékony pálca fut végig, az ebbe fúrt lyukakból indulnak ki a húrok. Másik végük egy behangoló apparátus közvetítésével a nyakhoz csatlakozik. A szöghárfa egyenes nyaka vagy magába a hangszertestbe, vagy az azt meghosszabbító nyúlványba van becsapolva. Egyszerűbb esetben a nyak henger keresztmetszetű, a húrok az erre hurkolódó hangológyűrűkhöz csatlakoznak, a hangolás a gyűrűk elforgatásával valósítható meg. Későbbi korokban a hangolókulcsok használata is elterjedt.

### Változatai
Tartása, használati módja alapján létezik függőleges és vízszintes szöghárfa. A függőleges szöghárfa húrjai nagyjából függőlegesek, a hangszertest a zenész felsőteste mentén felfelé, a nyak a hangszer alsó részén kifelé áll, kicsit mint egy feje tetejére állított európai hárfa. A vízszintes hárfa teste fekvő helyzetben van, a nyak a zenésztől távolabbi végéből nő ki. A függőleges szöghárfának 15–25 húrja van, rendszerint ujjakkal pengetik, a vízszintesnek 10-nél kevesebb, az ábrázolásokon pengetővel, verőpálcával szólaltatják meg.
Több ezer évet átölelő történetének kezdetén a szöghárfa robusztus felépítésű, teste egyenes, hasáb alakú vagy felfelé szélesedő, nyaka vaskos. Később a test felső vége előre hajlik, az egész hangszer felépítése könnyedebbé válik. A „könnyű” hárfatípusnál a nyak vékonyabb, már nem közvetlenül a hangdobozba csatlakozik, hanem egy abból lefelé kinövő nyúlványba van becsapolva. Ez a nyúlvány lefelé a nyak csatlakozási pontja után is sokszor farokszerűen folytatódik; ez támasztja alá a hangszert, ha ülő helyzetben szólaltatják meg.

## Elterjedése, története

### Ókori Kelet
Az első hárfák Kr. e. 3000 körül tűntek fel Mezopotámia, Irán, majd Egyiptom, India területén, ezek ívhárfák voltak. A szöghárfa Kr. e. 1900 körül jelent meg, és szülőföldjén, Mezopotámiában és Iránban is hamarosan kiszorította az ívhárfát. A szöghárfa az idők során a Közel-Keleten, később India kivételével szerte Ázsiában a legelterjedtebb hárfaféle lett. A szöghárfa korai ábrázolása – a Kr. e. második, majd első évezredben – leginkább mezopotámiai terrakotta lapkákon maradt fenn. Egyiptomban a szöghárfa öt évszázad késéssel, a Kr. e. 15. században honosodott meg, de ott együtt létezett az ívhárfa különböző változataival.

### Görögök
Az ókori görög vázafestményeken a Kr. e. 5. század második felétől jelennek meg ívelt testű szöghárfák. A költészetben a Kr. e. 6. század elejétől kezdve szerepel egy péktisz nevű, lüdiai eredetűnek tartott hangszer; későbbi attikai írók egy trigónon vagy trigónosz (τρίγωνος = ’háromszögletű’) nevű sokhúrú hangszert is említenek; ezek hárfák, szöghárfák lehettek. A vázafestmények tanúsága szerint a görögök néha oszloppal is kiegészítették a hangszert, feltalálva a kerethárfát. A poliszok korának leáldoztával ezek a hárfatípusok eltűntek. A hellenisztikus világban nem a sajátosan görög hárfafélék, hanem a hagyományos keleti szöghárfa terjedt el mindenütt szinte azonos, szabványosodott formában.

### Sztyeppeövezet
Az eurázsiai sztyeppeövezet peremén – az Altaj-hegységbeli Pazirik lelőhelyén, majd az északnyugat-kínai Hszincsiangban – az ásatások során a közelmúltban több viszonylag jó állapotban fennmaradt hárfa került elő a Kr. e. 5–4. századból. Ezek felépítésükben, formájukban nagyon hasonlítanak azokhoz a vízszintes szöghárfákhoz, amelyek Kr. e. 700 körüli asszír domborműveken láthatók. A különbség, hogy az asszír hárfák 9 húrjával szemben ezek egyöntetűen öthúrosak. Feltételezések szerint az asszír hárfa e típusa a szkíták és más lovas nomád népek közvetítésével terjedhetett el a sztyeppéken.

### Irán, iszlám

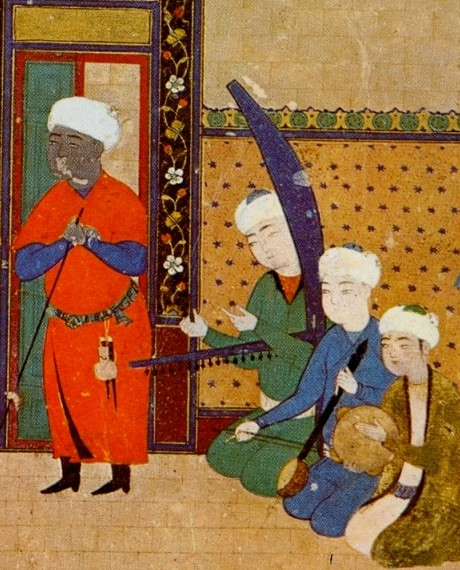
Hárfa egy perzsa miniatúrán

Az iráni központú Szászánida Birodalomban – részben a zoroasztriánus államvallással összefüggésben – a zenének különösen fontos szerepe volt. Sokféle hangszert használtak, ezek között a hárfa előkelő helyet foglalt el. Az ikonográfiai adatok azt sugallják, hogy a hárfa fogalma erősen kötődött az uralkodói méltósághoz. A hárfák között a hellenizmus korában elterjedt forma volt az uralkodó, de a korszak vége felé, Kr. u. 600 körül már kialakult az a „könnyű” hárfatípus, amely később, az iszlám térhódításakor meghatározóvá vált, majd Irántól egészen Hispániáig az egész muszlim világban elterjedt.

### Kína, buddhizmus
Egy másik világvallás, a buddhizmus is befogadta a hárfát, és elvitte a Távol-Keletre: Kínába, majd tovább, Koreába, Japánba. A Han-dinasztia idején csatlakozott Kína a selyemútra, melynek nyugati része a szöghárfa akkori elterjedési területein haladt át. A zenészek, kereskedők révén a szöghárfa fokozatosan egyre keletebbre jutott; ez a folyamat a selyemút mentén található hárfaábrázolások datálásával nyomon követhető. Kínában a hárfa elterjedése szorosan összekapcsolódott a buddhizmus térhódításával, fénykora a Tang-dinasztia idején volt. Kínában, Koreában, Japánban más-más neve volt a hárfának, de maga a hangszer lényegileg ugyanaz volt, és mindenütt a buddhista valláshoz kötődött. A hárfa a buddhizmus visszaszorulásával sok más „idegen” hangszerrel együtt a Szung-dinasztia idején, 1100 körül eltűnt Kínából.

### Hanyatlása
A muszlim zenekultúrában a szöghárfa továbbra is jelen volt, a perzsa illusztrált könyvek miniatúráin 1300 és 1600 között gyakran szerepel a hangszer. 1600-tól kezdve az ábrázolások minősége egyre inkább azt mutatja, hogy a hárfa addigra már kikopott a használatból, a festők már csak emlékezetükre szorítkoztak. A török utazó, Evlija Cselebi 1660 körül Isztambulban már csak tíz hárfakészítőt és tíz hárfást talált, miközben például 2000 lantosról volt tudomása.
A hárfa háttérbe szorulása valószínűleg a sok húr behangolásának nehézségeiből, a hangszer törékeny, sérülékeny mivoltából fakadt. A lantfélék sokkal kevesebb húrral legalább ugyanakkora hangterjedelmet fogtak át, felépítésük robusztusabb volt.